# 野村立栄 (2代目)
2代目野村 立栄（のむら りゅうえい）は 尾張藩の町医。狂歌、雅楽もよくした。

## 経歴
天明5年（1785年）尾張藩町医野村立栄 (初代)の長男として生まれた
。初名は立伯。
寛政3年（1791年）から父立栄に本道・外科・金瘡を学び、文化3年（1806年）11月29日一人立療治を許され、二段席となった。また、文化3年（1806年）10月京都の山野井維寧に師事し、雅楽を学んだ。
文政2年（1819年）2月28日一段席。文政9年（1826年）2月父の隠居により立栄を襲名し、文政10年（1827年）6月6日若山東庵に代わり御用懸医師に就任した。
菩提寺守綱寺の過去帳には記載がなく、没年は不明だが、野村家墓石の片隅に刻まれた弘化3年（1846年）8月18日が忌日とも考えられる。

## 著書
- 『竜笛高麗之譜書』[1]
- 天保5年（1834年）『医家姓名録』[7]
- 『病家人名録』[7]
- 『カベニ耳』[7]
- 『狂歌人』[7]
- 『千歳草』[7]
- 『方円独語』[7]
- 文政3年（1820年）10月『朧闇集』[8]
- 『玉石雑誌』[7]
- 椒芽田楽・高力猿猴庵合著『岩塚田祭略鈔』[7]
- 天保9年（1838年）『玉瑛記』[9]

## 家族
- 父：野村立栄 (初代)
- 母：里埜（大野村加藤伊左衛門娘[10]、宝暦5年（1755年）7月13日 - 文政4年（1821年）4月5日）
  - 妹：千賀（加藤立見妻、天明7年（1787年） - ?）[11]
  - 弟：野村立徳（天明8年（1788年）頃[1] - 弘化2年（1845年）5月28日[12]）